# Bilme
Bilme – dzielnica (Ortsteil) gminy Ense w powiecie Soest, w kraju związkowym Nadrenia Północna-Westfalia, w rejencji Arnsberg.

## Demografia
Według danych z 2000 roku w Bilme mieszkało 33 mieszkańców. Liczba ta stopniowo wzrastała lub się zmniejszała; 40 (2005), 32 (2010), 29 (2015), 33 (2020). Według spisu ludności z lipca 2024 roku, w Bilme mieszkało 32 mieszkańców.

## Historia

### Reorganizacja gmin
W ramach reorganizacji gmin 1 lipca 1969 roku Bilme wraz z 13 innymi miejscowościami stało się częścią nowej gminy Ense.

## Edukacja
Na terenie Bilme znajduje się przedszkole "Villa Kunterbunt".